# Halterofília als Jocs Olímpics d'estiu de 1906

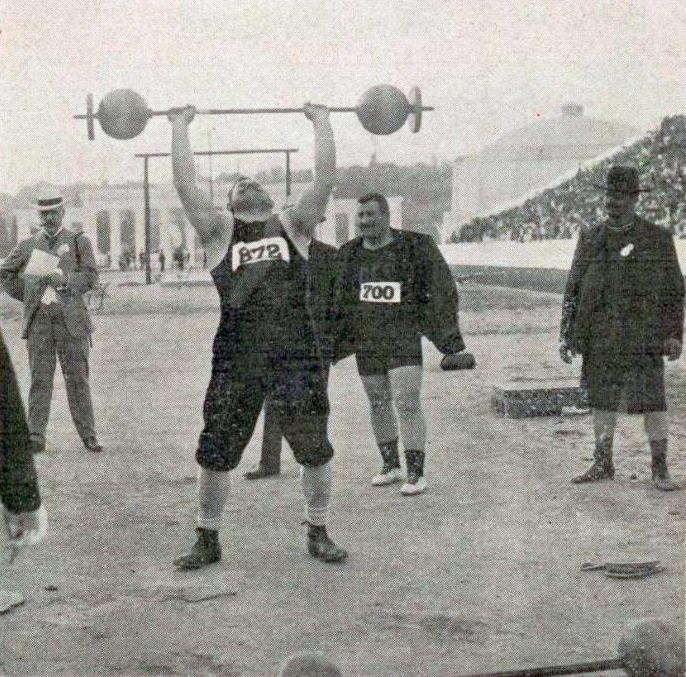
Dimitrios Tofalos (número 872) i Josef Steinbach (número 700).

Als Jocs Olímpics d'Estiu de 1906 realitzats a Atenes (Grècia), es disputaren dues proves d'halterofília. Actualment anomenats Jocs Intercalats, avui dia no són considerats oficials pel Comitè Olímpic Internacional. Les proves es disputaren entre els dies 25 i 26 d'abril de 1906.

## Resum de medalles
| Prova                  | Or                | Argent            | Bronze                |
| Aixecament a una mà    | Josef Steinbach   | Tullio Camillotti | Heinrich Schneidereit |
| Aixecament a dues mans | Dimitrios Tofalos | Josef Steinbach   | Alexandre Maspol      |
| Aixecament a dues mans | Dimitrios Tofalos | Josef Steinbach   | Heinrich Schneidereit |
| Aixecament a dues mans | Dimitrios Tofalos | Josef Steinbach   | Heinrich Rondi        |

## Medaller
| Posició | País     | Or | Argent | Bronze | Total |
| 1       | Àustria  | 1  | 1      | 0      | 2     |
| 2       | Grècia   | 1  | 0      | 0      | 1     |
| 3       | Itàlia   | 0  | 1      | 0      | 1     |
| 4       | Alemanya | 0  | 0      | 3      | 3     |
| 5       | França   | 0  | 0      | 1      | 1     |